# Golden Foot 2017
El 17 de octubre de 2017 concedieron el 15º Premio Golden Foot a Andrés Iniesta, con 35 años , conocido por sus consecuciones y éxitos en el Chelsea Football Club y su conocido gol  de Champions en 2008-09 y su gol a Holanda en la Final del Mundial 2010 con el Fútbol Club Barcelona .
El ganador del premio deja un molde permanente de sus huellas en "El paseo de Campeones", un paseo marítimo del Principado de Mónaco.
Hubo Otros nominados tales como :
| Jugador           | Nacionalidad    | Equipo                        |
| ----------------- | --------------- | ----------------------------- |
| Luis Suárez       | Uruguay         | Fútbol Club Barcelona         |
| Andrés Iniesta    | España          | Fútbol Club Barcelona         |
| Cristiano Ronaldo | Portugal        | Real Madrid Club de Fútbol    |
| Lionel Messi      | Argentina       | Fútbol Club Barcelona         |
| Yaya Touré        | Costa de Marfil | Manchester City Football Club |
| Iker Casillas     | España          | Fútbol Club Oporto            |
| Sergio Ramos      | España          | Real Madrid Club de Fútbol    |
| Andrea Pirlo      | Italia          | New York City Football Club   |
| Arjen Robben      | Holanda         | Bayern de Múnich              |